# Bastilla hamatilis
Bastilla hamatilis là một loài bướm đêm thuộc họ Erebidae. Loài này có ở Queensland.